# Introspekcija
Introspekcija (engl. introspection, od lat. introspicere: gledati u što, promatrati), u psihologiji, samoopažanje, tj. opažanje vlastitih psihičkih procesa. Ta je psihologijska metoda svojevrsna samo psihologiji. Čovjek je svjestan svojih doživljaja i u stanju je da opaža i opisuje, bilo u trenutku samog doživljavanja ili naknadno u sjećanju. Potkraj prošlog stoljeća, kad se počela razvijati moderna psihologija, introspekcija je bila njezina glavna metoda. Posebno uvježbanim subjektima zadavali bi se različiti podražaji, a oni bi onda izvještavali o osobitostima izazvanih doživljaja: o njihovoj kvaliteti, intenzitetu, trajanju, čuvstvenom tonu itd.  Sustavnom analizom takvih izvještaja ustanovljene su mnoge spoznaje o našem doživljavanju i činiocima koji na njega utječu.
No vrijednost je ove metode ograničena zbog nekoliko razloga. Prvo, samoopažanje može izmijeniti doživljavanje, a neki se doživljaji ne mogu istodobno doživljavati i opažati (npr. velik strah). Drugo, riječi su često nepriklade i nedovoljne za opis doživljajnih osobitosti. I treće, samoopažanjem se ispituju pojave koje su privatne ili subjektivne, dostupne samo jednom doživljavaocu, pa se postavlja pitanje kako je pomoću ovakve metode moguće izgraditi jednu objektivnu znanost. Bihevioristi su negirali takvu mogućnost i odbacili samoopažanje kao znanstvenu metodu. 
Kritika introspekcije kao glavne i isključive metode na kojoj bi se temeljila cjelokupna psihologijska spoznaja posve je opravdana. No kao komplementarna psihologijska metoda ona može upotpuniti spoznaje do kojih dolazimo objektivnim metodama. Bez samoopažanja mi ne bismo ni razumjeli tuđe ponašanje: mi znamo da čovjek koji se opekao na vatri doživljava bol jer smo taj doživljaj i sami spoznali. U svom izvornom obliku introspekcija se danas malo koristi, ali neki njezini oblici primjenjuju se u drugim metodama psihologije: anketa i neki psihologijski eksperimenti koriste ispitanikove introspektive iskaze.